# Acolman
Acolman (Ācolmān in lingua nahuatl) è un comune dello Stato del Messico. Si trova a nord-est della capitale messicana, da cui dista 38 km, e fa parte della Zona Metropolitana di Città del Messico. Il territorio del comune si trova a un'altitudine tra i 2.250 e i 2.400 m s.l.m.
Il suo centro amministrativo è la città di Acolman de Nezahualcóyotl che ha 4.884 abitanti e si trova a 2.260 m di altitudine.
Il Tempio ed ex convento di Sant'Agostino ospita il Museo del viceré Acolman, gestito dall'Istituto Nazionale di Antropologia e Storia, che è visitato dai turisti durante tutto l'anno, grazie alla sua vicinanza ai resti archeologici di Teotihuacan.